# Topsy
Topsy est une éléphante apprivoisée qui a été exécutée par électrocution le 4 janvier 1903.

## Vie
Topsy a été amenée aux États-Unis vers 1875 par le Cirque Forepaugh qui la donna en représentation dans tout le pays. En 1903 elle était âgée de 36 ans (28 selon d'autres sources mais improbable puisque que dans ce cas elle serait née en 1875), pesait 6 tonnes, mesurait 2,30 mètres de hauteur et 3 mètres de longueur.
En 1900 elle tue deux hommes au Texas et elle passe ses dernières années au Luna Park de Coney Island.
Seul son dernier gardien Frédéric Ault était capable de la gérer ; mais le 6 décembre 1902, ivre, il parcourt la ville sur le dos de l'éléphant et s'approche dangereusement du poste de police, effrayant les agents de police présents qui, paniqués, se réfugièrent dans les cellules du commissariat.
En 1903, elle tue l'un de ses dresseurs qui aurait tenté de lui faire manger une cigarette allumée, signant ainsi sa condamnation à mort.

## Mort
À la suite de l'incident, les propriétaires du parc — Frederick Thompson et Elmer Dundy — décident d'exécuter l'animal en raison du passé violent de Topsy et du manque de fiabilité de son dresseur.
Ils avaient d'abord l'intention de la tuer par pendaison mais la Société américaine pour la prévention de la cruauté envers les animaux menée par John P. Haines protesta contre cette idée.
Pour rendre l'exécution plus efficace, on fit manger à Topsy des carottes mélangées à 460 grains de cyanure de potassium avant que la tension de 6 600 V ne soit envoyé à travers son corps. Topsy mourut en quelques secondes.
Thomas Edison filme l'exécution, et sort le film une année plus tard en 1904, sous le titre Electrocuting an Elephant.
En 1999, la mort de Topsy est commémorée lors du défilé des sirènes de Coney Island par l'artiste Gavin Heck.
Le 20 juillet 2003, un bâtiment a été construit en mémoire de Topsy dans le musée de Coney Island.

## Littérature
- Lisa Cartwright: Screening the Body. Tracing Medicine's Visual Culture. Minnesota 1995,  (ISBN 978-0-8166-2290-0); S. 17ff

- Tom McNichol: AC/DC. The Savage Tale of the First Standards War. A Wiley Imprint 2006,  (ISBN 978-0-7879-8267-6) ; Chapitre : Killing an Elephant, S. 143–154